# Said Hammouche
Ne pas confondre avec le recruteur Saïd Hammouche (1971-).
Said Hammouche ou Saïd Hammouche (en arabe : سعيد حموش), né le 7 janvier 1967 en Algérie, est un entraîneur de football.

## Biographie
Diplômé en 1989 en tant que technicien supérieur en sport, spécialité football, avec un stage de recyclage en Suède en 1990, Said Hammouche occupe son premier poste d'entraîneur en chef avec le club de deuxième division au NCB El Affroun de septembre 1995 à juin 1996. Il entraine ensuite de nombreux clubs algériens, en deuxième ou première division.
Il est nommé entraîneur du club de Ligue 2 JSM Béjaïa en octobre 2015, en remplacement d'Amine Ghimouz, poste dont il est lui-même limogé en février 2016. 
Nommé entraîneur de l'Olympique de Médéa en juillet 2018, il fait partie des six entraîneurs non étrangers de la Ligue 1. En octobre 2018, il occupe la tête de celle-ci, mais à cause de l'absence des résultats, Hammouche résilie son contrat à l'amiable et quitte le club en novembre 2018.

## Parcours d'entraîneur
- septembre 1995 - juin 1996 : NCB El Affroun[1].
- Septembre 1996 - juin 1997 : CR Belouizdad[1].
- septembre 1999 - juin 2000 : USM Sétif[1].
- septembre 2000 - juin 2001 : IRB Hadjout[1].
- septembre 2001 - juin 2002 : USM Bel Abbès[1].
- septembre 2002 - juin 2003 : RC Kouba[1].
- septembre 2003 - juin 2004 : NA Hussein Dey[1].
- septembre 2004 - juin 2005 : USM Alger[1].
- septembre 2005 - juin 2006 : CR Belouizdad[1].
- septembre 2006 - juin 2008 :   MC Saïda[1].
- septembre 2008 - juin 2009 : USM Blida[6].
- septembre 2011 - novembre 2011 :  Olympique de Béja[7].
- novembre 2011 - décembre 2011 :  NA Hussein Dey.
- novembre 2012 - novembre 2012 :  MC Saïda[8].
- septembre 2013 - novembre 2013 :  CRB Aïn Fakroun.
- février 2015 - juin 2015 : ESM Koléa[6].
- octobre 2015 - novembre 2016 : JSM Béjaïa.
- :  Olympique de Médéa[9].

## Médias et TV
Said Hammouche est consultant auprès de la télévision publique algérienne ENTV ou EPTV lors de la coupe du monde 2010.